# 熱風海陸
《熱風海陸》（日語：熱風海陸ブシロード），是2003年以動畫為中心的跨媒體企劃，一度中斷夭折，於2013年重新啟動。

## 概要
於2003年7月在「東京角色秀2003」上發表的企劃，製作委員會為「武士團」（當時由GAINAX、Takara與Broccoli合組）。原定2005年宣傳影片上映，不料2004年7月參與製作的吉田直驟逝、2005年2月聲優佐伯智罹患「陣發性上心室心搏過速」而中止活動養病、2007年4月企劃主導者木谷高明離開其一手創辦的Broccoli公司，只得被迫停擺。當時英文副標題為「BUSHILORD」。
木谷高明矢言要把這企劃動畫化，2007年5月創建新公司「武士道」（Bushiroad）。2013年3月，宣佈該企劃再啟動，製作委員會變更為「熱風海陸武士道製作委員會」（武士道、Bandai Visual、Nitro+、Kinema Citrus合組），英文副標題也改成「Bushi Road」。
由於新舊版本有顯著差異，以下採「BUSHILORD」（舊）、「Bushi Road」（新）作為區別。

## 故事簡介
BUSHILORD
西元2026年，人類力阻小行星「威倫」接近地球未成，在撞擊前發射核彈將其摧毀，隕石雨跟放射線物質散落大地，導致有如核子冬天並加速冰河期的進行，海平面因大量結冰而下降出現的大陸棚形成「海陸」，人類只能離開污染的地方，爭奪這片新生大地，再度進入戰國時代。約五百年後，「東萊公國」王子上總信巧遇美麗的逃亡者日影，與其巨大人形兵器「阿修羅」回到東萊中心的機動城塞「扶桑」，此時扶桑卻遭到同盟「伊勢」軍的突襲……。
Bushi Road
小行星撞擊地球，主要大地受到名為「忍」的毒害，形成異形攻擊人類，人們只能逃向以前是海底的「海陸」；拯救的方法唯有復活「機神将」。約五百年後，亡国「伊勢」的公主巫女雨、與擁有人間兵器「柳生」之血的少年周防二人挺身而出……。

## 登場人物

### 核心角色
上總信（聲：鳥海浩輔）
- BUSHILORD
東萊公國的王子，将軍上總修的長男。奉行“天下聖霸”的霸道勇往直前。
- Bushi Road
軍事公國東萊的王子，對復活舊時代威力強大的機神将採否定立場。想以本国強大軍事力統一天下，平定戰乱不絕的海陸，創造可以消滅忍的世界。

原型是織田信長。
羽柴日向（聲：佐伯智）
- BUSHILORD
東萊與「曼徹利亞」附近国境的窮村出身。似乎是棄嬰而被親切的養父母扶養，後被信撿來成為心腹、在戰鬥中成長。
- Bushi Road
與香登都是信的心腹跟禁衛隊長。

原型是羽柴秀吉。
前田香登（聲：鈴木千尋）
- BUSHILORD
擅長武藝、勇猛果敢，特別是槍法可說天下無双。信從小隨侍在側的心腹、将来大有可為。未婚妻高畠柚葉。
- Bushi Road
與日向都是信的心腹跟禁衛隊長。

原型是前田利家。

### BUSHILORD
德康姬（聲：澤城美雪）
鄰國「琺雲」至東萊當人質的公主，小惡魔個性的少女。
高畠柚葉（聲：門脇舞以）
寧寧·施華洛夫斯基（聲：野川櫻）
池田美琴（聲：新谷良子）
信的親衛隊「紅旗軍」成員。
上總樹（聲：榎本温子）
上總信的妹妹。
金文傅（聲：伊東隼人）
克萊爾·霍利（聲：MIKI）
上總修撿來的戰爭遺孤，信的手下。
日影（聲：Yae）
連貫故事脈絡的女主角。操作著人稱「木偶」的舊時代人形兵器「阿修羅」。

### Bushi Road
雨（聲：潘惠美）
十多年前伊勢遭到忍攻擊而亡國的公主巫女，以喚醒機神將為唯一目的，一行人在海陸旅行。途中與周防、信相遇，往傳說中機神將所在的「舊陸」前進。喜歡周防，並在死掉之前表明自己對周防的感情。
周防（聲：KENN）
擁有為消滅忍所製造人間兵器「柳生」之血的少年，因此被人們視為怪物。偶然被雨相救，以自身生命回報，因為被雨的話所感動而一起旅行。喜歡雨。
三田（聲：大塚明夫→石塚運昇）
伊勢城破之時，受託保護小雨的老劍士，與雨等一行人旅行。
月讀（聲：森嶋秀太）
伊勢直屬的學者，找尋機神將的存在，城破之時與忍合體。自認如此已是終極生命體，驅除、排除人類這毒瘤。
花（聲：橘田泉）
讓（聲：德井青空）
鈴（聲：三森鈴子）
衿（聲：佐佐木未來）
跟隨著雨的四位侍女，由花帶頭。
雨的母親（聲：伊藤美紀）
伊勢国前代巫女。忍来襲時將年幼的小雨託付給三田，殞命。

## 主題曲
原是形象歌曲，BUSHILORD企劃中止後，木谷高明創立的武士道公司採用為社歌。此外，當時企劃中的動畫另有主題曲，預定Yae演唱，亦隨之終止。
作詞：森雪／作曲、編曲：坂本裕介（BUSHILORD）
歌：鳥海浩輔、鈴木千尋、佐伯智（P.K.O）
作詞：森雪／作曲：坂本裕介／編曲：磯江俊道（Bushi Road）
歌：小野正利

歌：橘田泉、德井青空、三森鈴子、佐佐木未來（MILKY HOLMES）

## 動畫
BUSHILORD
吉田直擔綱世界觀設定及監修。企劃之初由山賀博之執導短篇版作前鋒，電視動畫則打算另找他人。之後短篇版改成融合動畫、寫實、3D，新映像形態的「Animajestic Movie」，定位為宣傳動畫，預定2005年春上映，結果未能實現。
製作人員
- 總指揮：木谷高明
- 原案、企劃、原作：武士團
- 世界觀設定、監修：吉田直
- 人物設計：
- 材質設計：Takara
- 機械設計：Nitro+
- 映像製作：GAINAX

- 監督：山賀博之
- 人物設計：吉成鋼
- 機械動畫協力：庵野秀明
- 音樂：松居和、松居慶子
- 主題曲：由Yae演唱

Bushi Road
木谷另起爐灶數年後，因《卡片鬥爭!! 先導者》大賣而有餘裕資金，遂著手企劃復活的工作。當年負責監修的吉田直、機械設定的Nitro+同列原作，重新啟動企劃，於2013年12月31日在TOKYO MX、BS11的《電視動畫「熱風海陸武士道」3小時特別節目》中播出90分鐘、全一話。
製作人員
- 原案、總指揮：木谷高明
- 原作：吉田直、武士道、Nitro+
- 監督：迫井政行
- 副監督、特技監督：森賢
- 脚本：海法紀光、小太刀右京
- 脚本協力：
- 分鏡：迫井政行、森賢
- 演出：迫井政行、北川隆之、井端義秀、森賢
- 人物原案：
- 人物設計、總作画監督：戶田麻衣
- 機械設計：Niθ、石渡誠、高倉武史
- 異形設計：中央東口、高倉武史
- 作画監督：竹内由香里、牙威格斗、戶田麻衣
- 機械、特效作画監督：森賢
- 作画監督輔佐：
- SF考證：八繁克治
- 音響監督：高桑一
- 音樂：高梨康治
- 音樂製作：響音樂
- 動畫製作：Kinema citrus、Orange
- 制作協力：Husio Studio
- 製作：熱風海陸武士道製作委員会

## 出版品
BUSHILORD
- 漫畫單行本：實彌島巧編劇，藤真拓哉作畫。

| 日文版 | 中文版                | JIVE          | JIVE                   | 東立出版社     | 東立出版社             |
| 日文版 | 中文版                | 初版發售日期  | ISBN                   | 初版發售日期   | ISBN                   |
| ------ | --------------------- | ------------- | ---------------------- | -------------- | ---------------------- |
| 1      | 熱風海陸 The Rising 1 | 2005年6月7日  | ISBN 978-4-86176-133-1 | 2007年12月24日 | ISBN 978-986-10-0623-9 |
| 2      | 熱風海陸 The Rising 2 | 2005年12月7日 | ISBN 978-4-86176-255-0 | 2007年12月24日 | ISBN 978-986-10-0624-6 |
| 3      | 熱風海陸 The Rising 3 | 2006年8月7日  | ISBN 978-986-10-0624-6 | 2008年3月6日   | ISBN 978-986-10-0625-3 |
| 4      | 熱風海陸 The Rising 4 | 2007年6月7日  | ISBN 978-4-86176-394-6 | 2008年6月24日  | ISBN 978-986-10-0626-0 |

- 小說：吉田直未完小說及構想付梓。

| 日文書名 | 角川書店      | 角川書店               |
| 日文書名 | 初版發售日期  | ISBN                   |
| -------- | ------------- | ---------------------- |
|          | 2006年6月30日 | ISBN 978-4-04-418417-9 |

- CD：當時預定動畫化前形象歌曲、廣播劇先行。

| Broccoli | Broccoli       |
| 日文名稱 | 發售日期       |
| 形象歌曲 | 形象歌曲       |
| -------- | -------------- |
|          | 2003年7月20日  |
|          | 2004年8月11日  |
| 廣播劇   |                |
|          | 2004年12月10日 |
|          | 2005年3月11日  |

## 外部連結
BUSHILORD
- （日語）[]
- （日語）
- （日語）[]
- http://www.broccoli.co.jp/brocomi/comic/hime/ （页面存档备份，存于）（日語）

Bushi Road
- [http://bushiroad-anime.com/ （日語）
- 的X（前Twitter）（日語）